# Babe
Babe (Babe, el cerdito valiente  en España, Venezuela y Colombia, Babe, el chanchito valiente en Argentina, Chile, Uruguay, Paraguay y Perú, y Babe, el puerquito valiente en México y Centroamérica) es una película familiar de 1995, dirigida por Chris Noonan. Narra la historia de un cerdo que quiere ser un perro pastor. Para la realización de la película se recurrió a más de 500 animales entrenados por 59 personas. Aparte, se crearon minuciosas réplicas animatrónicas de los animales vivos para algunas escenas.
La película está basada en el libro The Sheep-Pig (conocido como Babe: The Gallant Pig en los EE. UU.) de Dick King-Smith, que más tarde dio lugar a una secuela llamada Babe: Pig in the City.

## Argumento
Babe, un lechón huérfano, es elegido para un concurso de "adivinar el peso" en una feria del condado. El granjero ganador, Arthur Hoggett, lo lleva a su casa y le permite quedarse con una pareja de Border Collie llamada Fly, su compañero Rex y sus cachorros, en el establo.
Un pato llamado Ferdinand, canta como gallo, despierta a las personas para que lo consideren útil y evite que lo coman, decide convencer a Babe para que lo ayude a destruir el nuevo despertador que amenaza su misión. A pesar de tener éxito en esto, despiertan a Duquesa, la gata de los Hoggetts, y en la confusión accidentalmente destruyen la sala de estar. Rex instruye severamente a Babe para mantenerse alejado de Ferdinand (ahora un fugitivo) y de la casa. Algún tiempo después, cuando los cachorros de Fly se ponen a la venta, Babe le pregunta si puede llamarla "mamá".
La Navidad trae una visita de los parientes de los Hoggetts. Babe es casi elegido para la cena de Navidad, pero se elige un pato después de que Hoggett le comenta a su esposa Esme que Babe puede traer un premio para jamón en la próxima feria del condado. El día de Navidad, Babe justifica su existencia al alertar a Hoggett sobre los ladrones de ovejas que roban ovejas de uno de los campos. Al día siguiente, Hoggett ve a Babe ordenar las gallinas, separando las marrones de las blancas. Impresionado, lo lleva al campo y le permite intentar y arrear las ovejas. Alentados por una oveja mayor llamada Maa, las ovejas cooperan, pero Rex ve las acciones de Babe como un insulto a los perros pastores y se enfrenta a Fly en una lucha feroz por alentar a Babe. Él le lastima la pata y accidentalmente muerde la mano de Hoggett cuando trata de intervenir. Rex es encadenado a la casa de perros, amordazado y sedado, dejando el trabajo de pastoreo de ovejas a Babe.
Una mañana, Babe se despierta con los gritos de las ovejas y encuentra a tres perros atacándolas. Aunque logra ahuyentarlos, Maa es mortalmente herida y muere como resultado. Hoggett llega y, creyendo que Babe la mató, se prepara para dispararle. Fly está tan ansiosa por saber si es culpable o inocente que, en lugar de ladrar órdenes a las ovejas, les habla para averiguar qué sucedió. Al enterarse de la verdad, ladra para distraer a Hoggett y lo retrasa hasta que Esme menciona que la policía dice que perros salvajes han estado matando ovejas en las granjas vecinas y le pregunta por qué va a usar la escopeta.
Cuando Esme se va de viaje, Hoggett inscribe a Babe para una competencia local de pastoreo de ovejas. Como está lloviendo la noche anterior, Hoggett lo deja que entre a la casa. Sin embargo, Duquesa lo araña cuando trata de hablar con ella, por lo que Hoggett la confina inmediatamente afuera. Cuando vuelve a entrar, se venga de Babe al revelar que los humanos comen cerdos. Horrorizado, sale corriendo al granero y se entera de que esto es cierto. A la mañana siguiente, Fly descubre que Babe se ha escapado. Ella y Rex alertan a Hoggett y todos lo buscan. Rex lo encuentra en un cementerio y Hoggett lo lleva a casa. Sin embargo, todavía está desmoralizado y se niega a comer. Hoggett le da un trago de un biberón, le canta "Si tuviera palabras" y bailar un slide para él. Esto restaura la fe de Babe en el afecto de Hoggett y comienza a comer nuevamente.
En la competencia, Babe se encuentra con las ovejas que estará arreando, pero ignoran sus intentos de hablar con ellas. Como Hoggett es criticado por los jueces desconcertados y ridiculizado por el público por usar un cerdo en lugar de un perro, Rex corre de regreso a la granja para preguntarle a las ovejas qué hacer. Le dan una contraseña secreta, primero sacando la promesa de que las tratará mejor a partir de ahora. Él regresa a tiempo para transmitir la contraseña a Babe, y las ovejas ahora siguen sus instrucciones sin problemas. En medio de la aclamación de la multitud, recibe unánimemente el puntaje más alto. Mientras se sienta al lado del granjero, Hoggett lo alaba diciendo, "Muy bien, cerdo, muy bien".

## Reparto
- Roscoe Lee Browne como el Narrador.
- James Cromwell como Arthur Hoggett, el granjero. Es conocido por los animales como "El Amo". A diferencia de su esposa, el señor Hogget es capaz de ver lo valioso que es Babe para la granja. Es un hombre de pocas palabras; de hecho, al final de la película, el Narrador nos indica que, en su vida, Arthur ha sido el concursante que menos ha hablado durante los torneos de pastoreo.
- Christine Cavanaugh como Babe, el cerdito.
- Miriam Margolyes como Fly, la Border Collie del señor Hoggett. Como madre de una camada de cachorros, es el primer animal de la granja en considerar a Babe como uno más de la familia. Al igual que Rex, ve a las ovejas como inferiores y las considera los animales más estúpidos de la granja. A pesar de esta convicción, pide ayuda a las ovejas cuando el señor Hoggett cree que Babe ha matado a Maa.
- Hugo Weaving como Rex, el principal perro pastor del señor Hoggett y padre de los cachorros de Fly. Cuando Babe comienza a realizar labores de pastoreo, Rex siente celos por el cerdito y rencor contra Fly por haber animado a Babe. Finalmente, ayuda a Babe a ganar el torneo de pastoreo pidiendo ayuda a las ovejas de la granja Hoggett.
- Miriam Flynn como Maa, una vieja oveja en la granja Hoggett. Maa se preocupa mucho por Babe y no quiere que crezca y actúe como los perros, a quienes considera "lobos" salvajes. Le muestra que las ovejas harán cualquier tarea si él se lo pide amablemente. A causa de 3 perros callejeros, sueltos en la granja, es mortalmente herida, muriendo como resultado.
- Danny Mann como Fernando, un pato. Su temor a volverse inútil en la granja y a que por ello, se lo coman, lo ha vuelto algo neurótico. Como resultado, canta todas las mañanas al despuntar el sol. Se hace amigo de Babe y lo convence para que destruya el despertador.
- Magda Szubanski como Esmé Hoggett, la esposa de Arthur Hoggett. Siempre se refiere a su marido como "Hoggett". Se alegra al saber que su marido ha ganado a Babe en la feria, puesto que pretende servirlo como cena de Navidad.
- Russi Taylor como Duquesa, la gata de la señora Hoggett. Justo cuando Babe comienza a entrenarse como perro pastor, ella lo desmorona al decirle que los humanos tienen cerdos sólo para comérselos. A diferencia de los demás animales de la granja, cuando ella está hablando de "el Ama" se está refiriendo a la señora Hoggett.

## Comentarios
Babe se rodó en Robertson, Nueva Gales del Sur, Australia. Aunque los emplazamientos y el estilo pastoral de la película son claramente británico/australianos, muchos fragmentos de la película fueron doblados del acento australiano al estadounidense para una mayor aceptación por parte del mercado de este país.

## Banda sonora
La banda sonora original fue compuesta por Nigel Westlake e incluye la canción "If I had words", interpretada por Yvonne Keeley y Scott Fitzgerald. Para el tema principal Westlake compuso una adaptación de la Sinfonía n.º 3 de Camille Saint-Saëns. Las letras de las canciones fueron escritas por Jonathan Hodge.

## Crítica
Babe fue un éxito de crítica. En la actualidad ostenta un 98% de aprobado en la página Rotten Tomatoes y un 100% de aprobado en la página Top Critics, por lo que es una de las películas mejor valoradas en ambas páginas. También fue un éxito de taquilla, recaudando 254.134.910 $ en todo el mundo.
Fue nominada a siete premios Oscar, incluyendo el Oscar a la Mejor película y Mejor actor de reparto (James Cromwell). Ganó el premio a los Mejores efectos visuales, derrotando a la película Apolo 13. En 2006 el American Film Institute situó a Babe en el puesto número 80 de las películas estadounidenses más inspiradoras (AFI).

## Premios y nominaciones

### Premios Óscar
| Año  | Categoría                  | Persona                                               | Resultado |
| ---- | -------------------------- | ----------------------------------------------------- | --------- |
| 1995 | Mejor película             | George Miller Doug Mitchell Bill Miller               | Nominada  |
| 1995 | Mejor director             | Chris Noonan                                          | Nominado  |
| 1995 | Mejor actor de reparto     | James Cromwell                                        | Nominado  |
| 1995 | Mejor guion adaptado       | George Miller Chris Noonan                            | Nominado  |
| 1995 | Mejor diseño de producción | Roger Ford Kerrie Brown                               | Nominados |
| 1995 | Mejor montaje              | Marcus D'Arcy Jay Friedkin                            | Nominado  |
| 1995 | Mejores efectos visuales   | Scott E. Anderson Charles Gibson Neal Scalan John Cox | Ganadores |